# Фјодор Јурчихин
Фјодор Николајевич Јурчихин (рус. Фёдор Николаевич Юрчихин; Батуми, 3. јануар 1959) је руски космонаут и тест пилот. Укупно је провео више од 537 дана у свемиру. Боравио је на Међународној свемирској станици као члан три експедиције, а летео је у свемир и као члан мисије спејс-шатла. Тренутно је у свемиру, на МСС као члан Експедиција 51/52. Истиче се по броју и трајању свемирских шетњи, којих је у каријери имао 9 у укупном трајању од преко 59 сати.